# Tanjung Ketapang
Tanjung Ketapang is een bestuurslaag in het regentschap Bangka Selatan van de provincie Bangka-Belitung, Indonesië. Tanjung Ketapang telt 10.148 inwoners (volkstelling 2010).